# Evelio Tieles
Evelio Agustín Tieles Ferrer (* 8. August 1941 in Havanna) ist ein kubanischer klassischer Violinist und Musikpädagoge, der in Kuba und in Katalonien, Spanien, wirkte.

## Leben und Werk
Bereits als Kind begann er bei seinem Vater Geige zu lernen. Er erhielt auch Rat und Unterstützung des kubanischen Violinisten Joaquín Molina (* 1884). Später studierte er in Paris und Moskau bei Jacques Thibaud, René Benedetti, David und Igor Oistrach. Seine Masterstudien absolvierte er von 1963 bis 1966 bei David und Igor Oistrach. Tieles nahm an Meisterkursen der Geiger Henryk Szeryng und Eduardo Hernández Asiaín teil. 1981 erwarb sich Tieles einen Abschluss in Kunstgeschichte, 2010 seinen Master im gleichen Bereich am Instituto Superior de Arte (ISA), der heutigen Universidad de las Artes in Havanna.
Nach 1960, in der nachrevolutionären Zeit, organisierte und förderte Tieles in Kuba die Ausbildung für Streichinstrumente, vor allem für die Geige, in zahlreichen persönlichen Funktionen. Von 1977 bis 1984 war er Präsident der Sektion Musik der Unión de Escritores y Artistas de Cuba (UNEAC, Vereinigung der Schriftsteller und Künstler Kubas). Von 1966 bis 1971 und von 1975 bis 1981 war er Leiter des Lehrstuhls für Streicher an der Escuela Nacional de Art. Von 1976 bis 1984 und von 1998 bis 2004 war er Leiter der Abteilung für Streichinstrumente des Instituto Superior de Arte. Von 1967 bis 1981 und 1997 bis 2004 war er nationaler Berater für Streichinstrumente.
Tieles verlegte 1984 seinen Wohnsitz nach Katalonien, Spanien. Er wirkte von 1984 bis 2010 als Professor am Konservatorium von Vila-seca. Von 1984 bis 2006 leitete er dort die Streicherabteilung. Von 1986 bis 2000 war er stellvertretender Direktor dieses Konservatoriums. Von 1986 bis 2007 wirkte er als Professor für Geige am Conservatori del Liceu. Von 1987 bis 2002 war er dort Leiter der Streicherabteilung, von 1991 bis 1998 leitete er auch den Bereich Kammermusik. In den Jahren 2000 bis 2002 leitete er zusammen mit Maria Serrat i Martín als akademischer Direktor das genannte Barceloneser Konservatorium.
1970 gründete Tieles in Kuba das Orquesta de Cámara de la Escuela Nacional de Arte (Kammerorchester der Nationalen Kunstakademie), 1981 das Orquesta del Instituto Superior de Arte (Orchester des hohen Kunstinstitutes), 1986 in Katalonien das Orquesta de Cámara de Vila-seca (Kammerorchester von Vila-seca), 1988 das Conjunto de Cámara de La Habana (Kammerensemble La Habana) sowie 1994 das Orquesta de Cámara de Camagüey (Kammerorchester von Camagüey). Er wirkte von 1986 ab 27 Jahre lang als künstlerischer Direktor des Kammerorchesters Vila Seca. In Folge seiner musikpädagogischen Tätigkeiten in den 1990er Jahren entstanden zwei neue Kammerorchester: Das bereits aufgelöste Orquesta Manuel Saumell und das aktuelle Orquesta de Cámara de La Habana.
Tieles trat als Instrumentalist häufig mit seinem Bruder, dem Pianisten Cecilio Tieles, oder als Orchestersolist mit dem Nationalen Kubanischen Sinfonieorchester oder anderen Sinfonieorchestern und Kammermusikensembles auf. Er wirkte häufig als Solist an Konzerten im Rahmen der Jornadas de Música Contemporánea de los países socialistas unter Dirigenten wie Thomas Sanderling, Boris Brott und Enrique González Mántici mit.
1962 erhielt Tieles ein Ehrendiplom beim Internationalen Henryk Wieniawski Violinwettbewerb in Polen. 1964 wurde er beim Paganini-Wettbewerb in Italien ehrenvoll erwähnt. 1966 erhielt er ein Ehrendiplom beim Tschaikowsky-Wettbewerb in Moskau. Er erhielt auch mehrere nationale Auszeichnungen für die Förderung von Kultur und Bildung in Kuba.